# Andreas Zöppritz
Johann Andreas Zöppritz (* 26. September 1760 in Darmstadt; † 28. April 1826 ebenda) war ein hessischer Unternehmer und liberaler Politiker und ehemaliger Abgeordneter der 2. Kammer der Landstände des Großherzogtums Hessen.

## Familie
Andreas Zöppritz war der Sohn des Krämers Christian Heinrich Zöppritz (1728–1801) und dessen Frau Maria Elisabeth geborene Emmerich (1728–1807). Andreas Zöppritz, der evangelischer Konfession war, heiratete am 29. Mai 1794 in Darmstadt Katharina Margaretha geborene Schwarz (1774–1856). Aus der Ehe gingen sechs Söhne hervor.
1. Johann Jakob Christian Zöppritz (1796–1879, Mitgründer der Firma Gebr. Zoeppritz Deckenfabrik in Mergelstetten) und Landtagsabgeordneter
2. Johann Ludwig (Louis) Zöppritz (1802–1881), Kaufmann und Wollspinnereibesitzer in Darmstadt
3. Georg Gottfried Zöppritz (1804–1892), Mitgründer der Firma Gebr. Zoeppritz Deckenfabrik in Mergelstetten, Gutsbesitzer auf Ganterhof bei Ravensburg
4. Johann Wilhelm Zöppritz (1806–1866), Gutspächter in Fürstenberg bei Paderborn, dann zu Burgstall bei Rothenburg o.d.Tauber
5. Carl Adam Zöppritz (1812–1900), Kgl. Württemberg. Kommerzienrat, 1892 Geheimer Kommerzienrat, Mitglied der 2. Hessischen Kammer der Stände
6. Johann Friedrich Zöppritz (1814–1861), Apothekenbesitzer in New York

## Ausbildung und Beruf
Andreas Zöppritz war Kaufmann in Darmstadt. Er gründete dort eine Wollspinnerei und eine Decken- und Flanellfabrik in Pfungstadt.

## Politik
In der 1. und 2. Wahlperiode (1820–1824) war Andreas Zöppritz Abgeordneter der zweiten Kammer der Landstände des Großherzogtums Hessen. In den Landständen vertrat er den Wahlbezirk Stadt Darmstadt.